# 小笠原淳 (声優)
小笠原 淳（おがさわら じゅん、9月15日 - ）は、日本の男性声優。大阪府出身。

## 略歴
81演技研究所大阪校卒業。
2008年11月までは81プロデュースに所属していた。

## 人物
声種はテノール。
趣味・特技はたこ焼き作り、野球、フットサル。

## 出演作品

### テレビアニメ
2006年
- .hack//Roots（PC）
- ロックマンエグゼBEAST（運転士）

2007年
- Venus Versus Virus（男性）
- Over Drive（生徒、観客）
- ぷるるんっ!しずくちゃん（アイス兵）
- まめうしくん（ねむいの、アリジゴク、ワルガラス、よこぎりくわがた）
- もやしもん（警官）

2008年
- 絶対可憐チルドレン（男）

### Webアニメ
2007年
- ケータイ少女（男子生徒B、ナンパ男）

### ゲーム
2007年
- ケータイ少女PC（小鷹啓介）

### 吹き替え
- ザ・コング（ドナルド、ブライアン）
- セイディ my ダイアリー（男子生徒）
- パペットマスター（シュタイン、キャメロン）

### ラジオ
- ラジオ大阪 声優王国!あんたの声が好きやねん（第10期パーソナリティ）

ラジオドラマ
- VOMIC ロッキン★ヘブン（数学教師）